# 벡터웍스
벡터웍스(Vectorworks, Inc.)는 건축, 엔지니어링, 건설(AEC), 조경 및 엔터테인먼트 산업을 위한 CAD 및 BIM 소프트웨어에 중점을 두고 있는 미국 기반의 소프트웨어 개발사이다. 벡터웍스는 다국적 기업인 네메체크 그룹(Nemetschek Group)의 소유이다. 네메체크 그룹의 독립 자회사로 운영된다. 벡터웍스(Vectorworks)는 이 회사가 개발한 컴퓨터 지원 설계 (CAD) 소프트웨어 프로그램의 이름이기도 하며 제도, 테크니컬 드로잉, 3차원 모델링에 쓰인다.

## 역사
벡터웍스는 이전에 미니캐드로 알려져 있었다. 원래 맥 OS를 위해 개발되었다. Diehl Graphsoft사가 처음에 개발하였지만 지금은 Nemetschek North America가 개발하고 있다.

## 제품 종류
- 벡터웍스 펀더멘털 (VectorWorks Fundamentals)
- 벡터웍스 아키텍트 (VectorWorks Architect)
- 벡터웍스 랜드마크 (VectorWorks Landmark)
- 벡터웍스 머신 디자인 (VectorWorks Machine Design)
- 벡터웍스 스포트라이트 (VectorWorks Spotlight)
- 벡터웍스 디자이너 (VectorWorks Designer)
- 렌더웍스 (RenderWorks)

## 버전 역사
| 버전                                                                                            | 플랫폼  | 출시 연도 |
| ----------------------------------------------------------------------------------------------- | ------- | --------- |
| 미니캐드 1                                                                                      | 맥      | 1985년    |
| 미니캐드 2                                                                                      | 맥      | 1986년    |
| 미니캐드 3                                                                                      | 맥      | 1987년    |
| 미니캐드 4                                                                                      | 맥      | 1988년    |
| 미니캐드+ 1                                                                                     | 맥      | 1988년    |
| 미니캐드+ 2                                                                                     | 맥      | 1989년    |
| 미니캐드+ 3                                                                                     | 맥      | 1991년    |
| 미니캐드+ 4                                                                                     | 맥      | 1993년    |
| 미니캐드 5                                                                                      | 맥      | 1994년    |
| 미니캐드 6                                                                                      | 맥/윈도 | 1996년    |
| 미니캐드 7                                                                                      | 맥/윈도 | 1997년    |
| 벡터웍스 8                                                                                      | 맥/윈도 | 1999      |
| 벡터웍스 8.5, 아키텍트 8.5                                                                      | 맥/윈도 | 1999년    |
| 벡터웍스 9, 아키텍트 9, 랜드마크 9, 스포트라이트 9                                              | 맥/윈도 | 2001년    |
| 벡터웍스 9.5, 아키텍트 9.5, 랜드마크 9.5, 스포트라이트 9.5, 메커니컬 9.5                        | 맥/윈도 | 2002년    |
| 벡터웍스 10, 아키텍트 10, 랜드마크 10, 스포트라이트 10, 메커니컬 10                             | 맥/윈도 | 2002년    |
| 벡터웍스 10.5, 아키텍트 10.5, 랜드마크 10.5, 스포트라이트 10.5, 메커니컬 10.5                   | 맥/윈도 | 2003년    |
| 벡터웍스 11, 아키텍트 11, 랜드마크 11, 스포트라이트 11, 메커니컬 11                             | 맥/윈도 | 2004년    |
| 벡터웍스 11.5, 아키텍트 11.5, 랜드마크 11.5, 스포트라이트 11.5, 메커니컬 11.5                   | 맥/윈도 | 2004년    |
| 벡터웍스 12, 아키텍트 12, 랜드마크 12, 스포트라이트 12, 매킨 디자인 12, 디자이너 12             | 맥/윈도 | 2005년    |
| 벡터웍스 12.5, 아키텍트 12.5, 랜드마크 12.5, 스포트라이트 12.5, 매킨 디자인 12.5, 디자이너 12.5 | 맥/윈도 | 2006년    |
| 벡터웍스 2008, 아키텍트 2008, 랜드마크 2008, 스포트라이트 2008, 매킨 디자인 2008, 디자이너 2008 | 맥/윈도 | 2007년    |

## 같이 보기
- 평면도